# Kalwaria Podlaska
Kalwaria Podlaska − założenie kalwaryjne w Serpelicach w powiecie łosickim w województwie mazowieckim. Kalwaria powstała z inicjatywy kapucynów, którzy rozpoczęli jej budowę w 1981 r. Szczególnie zaangażowany w powstanie Kalwarii Podlaskiej był brat Adam Krajewski OFMCap. 
Zespół kalwaryjny składa się z kaplicy Ukrzyżowania Chrystusa zaprojektowanej przez architekta Daniela Mazura, kaplicy Bożego Grobu, a także marmurowych kapliczek z płaskorzeźbami autorstwa Gustawa Zemły.